# Młyn w Kutnie
Młyn w Kutnie – zabytkowy młyn motorowy wybudowany ok. 1908 r. Znajduje się w Kutnie, w województwie łódzkim.

## Historia obiektu

### Przed 1945 r.
Młyn został wybudowany na początku XX w. (ok. 1908 r.) jako budynek trzypiętrowy z płaskim dachem. Początkowo poruszany był silnikiem na koks–gaz ssany. W okresie międzywojennym stanowił własność firmy „A. Oliński i Spółka”. Od 1930 r. był dzierżawiony przez Kutnowski Związek Handlowy dla Skupu i Sprzedaży Ziemiopłodów. W latach 30. XX w. zainstalowano w młynie silnik elektryczny, a także unowocześniono urządzenia produkcyjne. Młyn posiadał 20 par walców i nowoczesne urządzenia czyszczące. Jego zdolność przemiałowa wynosiła 70–80 ton zboża na dobę. W okresie II wojny światowej młyn był czynny.

### Okres PRL
W 1946 r. młyn został upaństwowiony i znalazł się pod zarządem Państwowych Zakładów Zbożowych. W 1974 r. był wyposażony w 28 par walców (w tym 18 zachowanych z okresu przedwojennego), a jego zdolność przemiałowa wynosiła 140 ton zboża na dobę. W okresie powojennym do młyna dobudowano magazyn.

### Po 1989 r.
Młyn w okresie III RP został zreprywatyzowany. Od 1998 r. stanowi własność spółki „Młyn A&S Jujka”. W 2018 r. jego wydajność wynosiła około 1,5 tysiąca ton pszenicy i 300 ton żyta miesięcznie.
W 1993 r. zespół młyna motorowego został wpisany do rejestru zabytków (nr rejestru 642 z dnia 10 września 1993 r.). Na zlecenie Urzędu Miasta Kutna zrealizowano film dokumentalny poświęcony historii i współczesności młyna pt. Młyn A&S Jujka. Film stanowi jeden z odcinków „Cyklu przedsiębiorczego” zainicjowanego przez Urząd Miasta Kutna w 2021 r. we współpracy z kutnowskimi firmami, Muzeum Regionalnym w Kutnie oraz Agencję Rozwoju Regionu Kutnowskiego.